# Pongo tapanuliensis
O orangotango-de-tapanuli (nome científico: Pongo tapanuliensis), é uma espécie de orangotango originário da ilha de Sumatra, na Indonésia. É uma das únicas três espécies conhecidas de orangotango, juntamente ao orangotango-de-sumatra (Pongo abelii, habita mais a noroeste da ilha) e o orangotango-de-bornéu (Pongo pygmaeus). Foi descrito como uma espécie independente em 2017 e constitui a primeira espécie de grande símio a ser descrita desde o bonobo em 1929.

## Descoberta e nome
Uma população isolada de orangotangos em Batang Toru, Tapanuli Selantan, foi enunciada por primeira vez numa expedição em 1997, mas, naquela altura, não foi considerada como uma espécie distinta. Pongo tapanuliensis foi identificada como uma espécie diferenciada de orangotango em 2017, depois dum estudo filogenético detalhado. O estudo usou amostras genéticas de trinta e sete indivíduos e executou uma análise morfológica de trinta e três orangotangos machos adultos. Um componente chave do estudo foi o esqueleto dum macho adulto morto por habitantes locais e coletado em 2013; o qual seria designado como o holótipo da espécie. Reparou-se que o indivíduo tinha características físicas distintivas em relação ao grupo primário do espécime, particularmente em certos traços do crânio e dos dentes. O crânio e o pós-crânio estão no Museu Zoológico de Bogor. A análise genética também indicou que a população de Batang Toru deveria ser tida como uma espécie distinta, sendo que as duas amostras extraídas da população indicam diferenças significativas entre os orangotango-de-tapanuli e as outras duas espécies de orangotango numa análise de componentes principais. No entanto, o professor Volker Sommer, da University College London, considera que é difícil dizer se se trata de uma nova espécie e que não há um critério claro para definir o que é uma espécie; também o professor Jerry Coyne, biólogo evolucionário da Universidade de Chicago, argumenta que a classificação do P. tapanuliensis como uma nova espécie é uma decisão subjetiva, já que não será possível verificar se atualmente verificam o critério (utilizando para classificar uma população como uma espécie distinta) de, na natureza, não produzir descendência fértil com outras variedades de orangotango.

## Filogenia
Comparações genéticas indicam que os orangotangos-de-tapanuli divergiram dos orangotangos-de-sumatra há cerca de 3,4 milhões anos, mas ficaram ainda mais isolados após a erupção do Lago Toba, há cerca setenta e cinco mil anos. As duas populações continuaram com contatos esporádicos que findaram há pelo menos de dez a vinte mil anos. Em comparação, os orangotangos-de-sumatra divergiram por volta de 670.000 anos atrás. Ambas ilhas estavam ligadas, formando partes da Sundalândia durante períodos recentes da glaciação continental. O âmbito atual dos orangotangos-de-tapanuli é considerado próxima à área pela qual os primeiros orangotangos migraram às ilhas da Sonda procedentes da Ásia continental.

## Aparência
Em termos de características físicas, os orangotangos-de-tapanuli são bastante similares a outras espécies de orangotango em Sumatra. Contudo, tem sido notado que têm cabelo mais encaracolado e cabeças menores. Os orangotangos-de-tapanuli machos vocalizam longas chamadas de acasalamento que são diferentes das outras espécies de orangotangos. A sua dieta é também singular, alimentando-se de animais como lagartas e de partes de plantas como pinhas de coníferas.

## Habitat e distribuição
Os orangotangos-de-tapanuli vivem em florestas tropicais e subtropicais húmidas localizadas a sul do Lago Toba em Sumatra. Todos os indivíduos da espécie vivem numa área de cerca de mil quilómetros quadrados em altitudes de 300 até 1.300 metros. Os orangotangos-de-tapanuli estão separados das outras espécies de orangotango da ilha por apenas cem quilómetros.

## Estado de conservação
Estima-se que há apenas oitocentos espécimes da Pongo tapanuliensis a viver na natureza, o que a torna a espécie mais reduzida de todos os grandes símios. Isto a torna uma espécie em perigo crítico, embora a União Internacional para a Conservação da Natureza não a tenha avaliado ainda. Na natureza, todos indivíduos da espécie vivem numa área de cerca de mil quilómetros quadrados. As ameaças à espécie são várias, indo desde a deflorestação, a caça, o conflito com humanos, o tráfico de animais exóticos e, em particular, um projeto hidroelétrico proposto dentro do seu habitat. Uma depressão por endogamia é provável dado o reduzido número de indivíduos e o também pequeno espaço que habitam.